# Deckelkraft

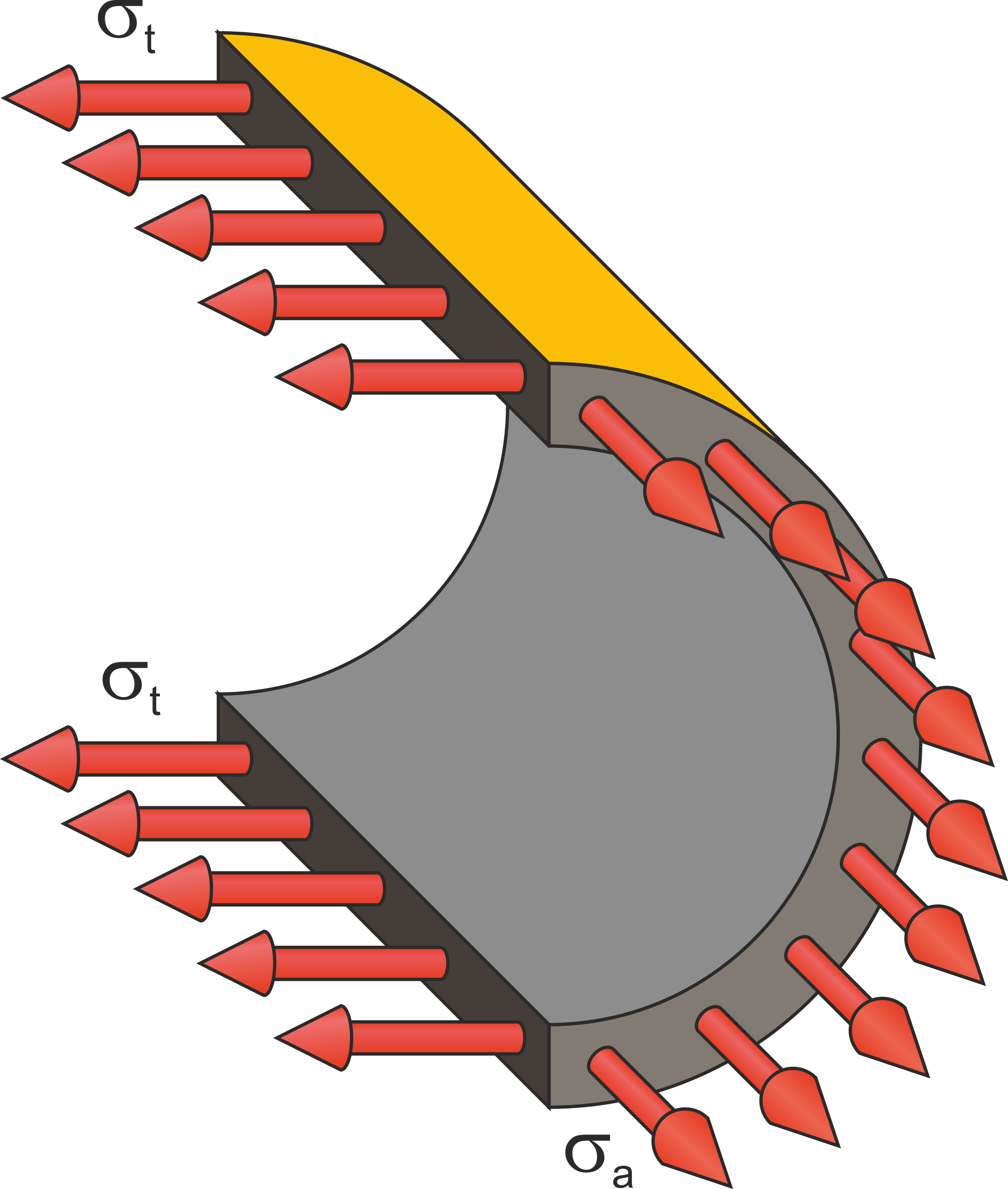
Zylindersegment mit Schnittkraftdarstellung infolge Innendruck und der axial wirkenden Deckelkraft

Als Deckelkraft wird jene Kraft bezeichnet, die an den Enden eines Rohres unter Innendruck aufgebracht werden muss, um den an den Enden abgebrachten Deckel zu halten; es bezeichnet also die Reaktionskraft, die auf einen theoretischen Deckel auf ein Rohrende wirkt, sofern dieses mit einem Element abgeschlossen ist und sich unter Innendruck befindet.

## Besonderheiten bei der Flanschberechnung
Bei der Berechnung eines Flansches an einer Rohrleitung wird diese durch Multiplikation des Innendrucks mit dem mittleren Dichtflächendurchmesser ermittelt und ist somit wesentlich höher als die des Rohres.

## Besonderheiten bei Kompensatoren
Bei der Verwendung von Axialkompensatoren ist die Deckelkraft sowohl links als auch rechts des Kompensators – oder der in gerader Linie folgenden Kompensatorfolge – immer durch Fixpunkte oder ähnliche Konstruktionen abzufangen.